# Лагиш
Лагиш — река в России, приток Уводи. Протекает по Комсомольскому району Ивановской области. Берёт начало из двух ручьев в лесах в районе села Седельницы. После их слияния течёт на северо-запад, протекает через деревню Припеково. Устье реки находится по правому берегу реки Уводь в 0,8 км северо-западнее Припеково.

## Данные водного реестра
По данным государственного водного реестра России относится к Окскому бассейновому округу, речной бассейн — Ока, речной подбассейн — Ока ниже впадения реки Мокша, водохозяйственный участок реки — Уводь от истока и до устья.
Код объекта в государственном водном реестре — 09010301012199000000150.